# U 9 (1967)
El U 9 fue un submarino del tipo 205 de la Bundeswehr con el nombre OTAN de S 188. 

## Historia
Se colocó la quilla en Howaldtswerke, el 10 de diciembre de 1964, fue botado el 20 de octubre de 1966, y dado de alta en la Bundesmarine el 11 de abril de 1967. 
Se produjo gran sensación cuando, en octubre de 1983, el "U 9" chocó con un reparador británico mar adentro (Maersk Plotter) al sudoeste del faro de Kiel. Sin embargo, solo se produjeron daños mínimos.
Después de su baja en 3 de junio de 1993 fue expuesto en el Technik-Museum Speyer de Espira.

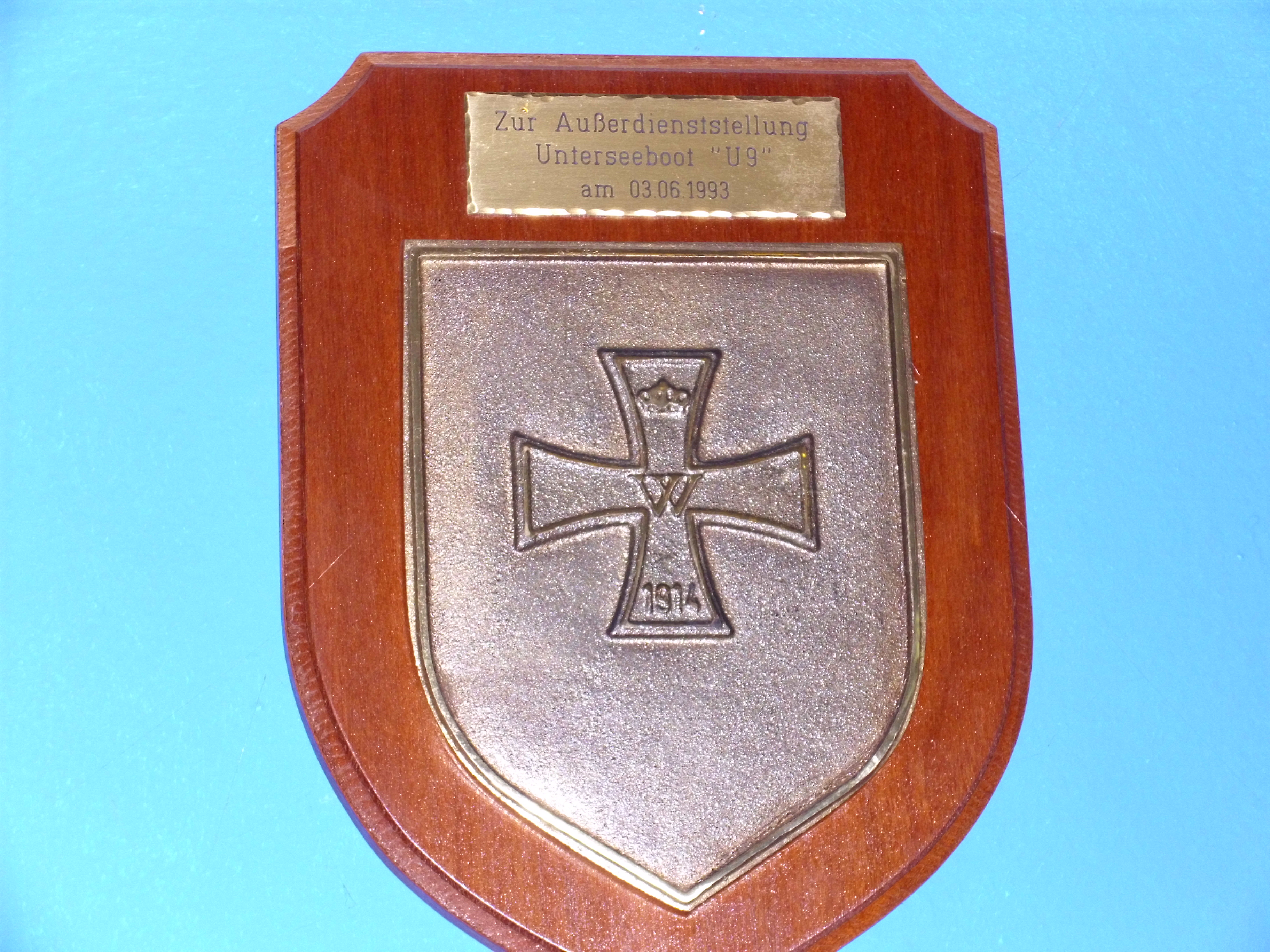
Escudo de armas del U9 en el Museo del Submarino alemán en Burgstaaken, Fehmarn.

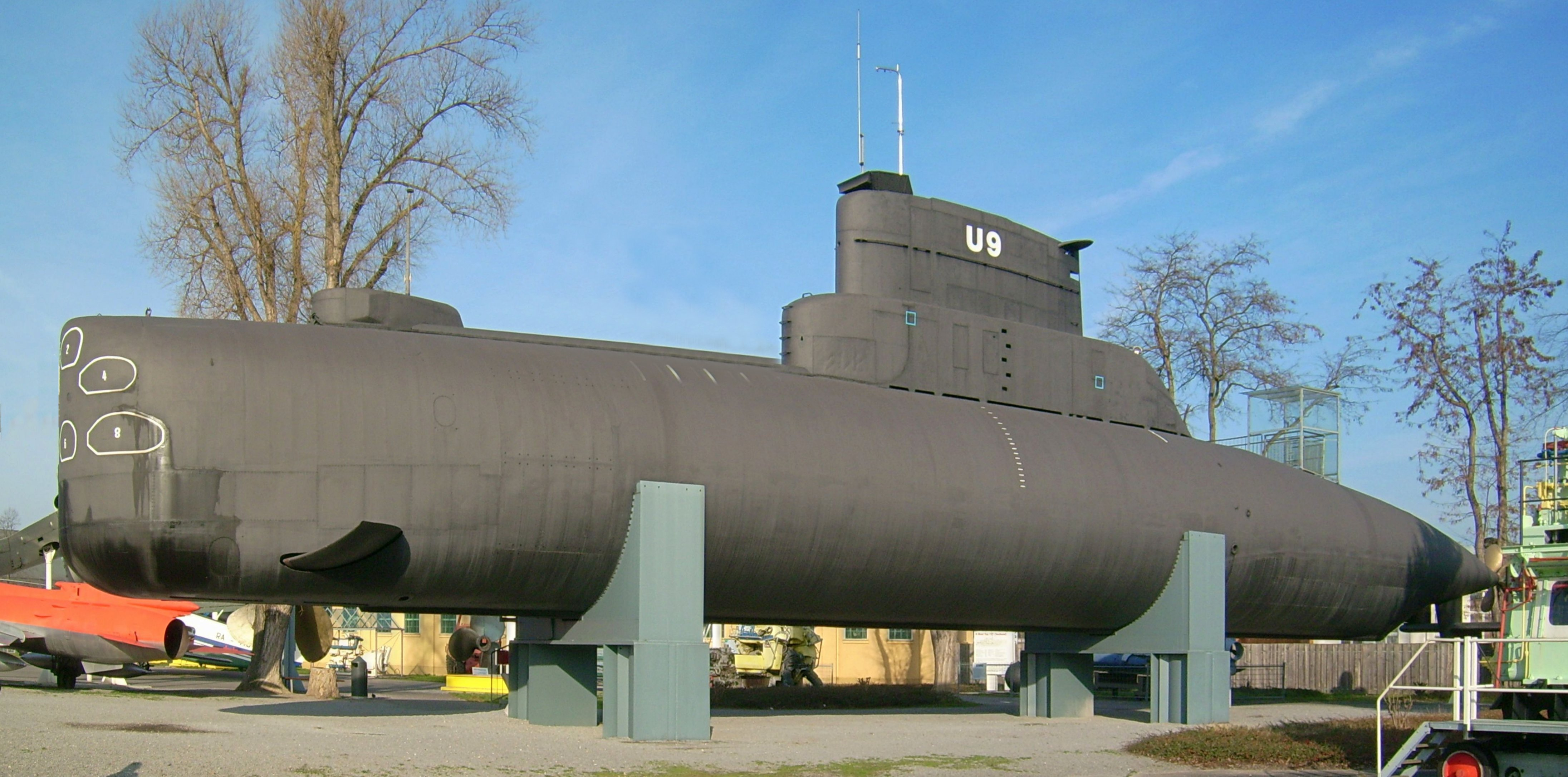
U9 desde estribor.